# Горняцкий (Ростовская область)
Горня́цкий — посёлок в Белокалитвинском районе Ростовской области.
Административный центр Горняцкого сельского поселения.
Численность населения — 8506 человек (2010).

## География
Посёлок расположен на левом берегу р. Калитва (приток Северского Донца), в 18 км к северо-западу от железнодорожной станции Грачи на линии «Морозовская—Лихая», расстояние от посёлка 15 км на северо-запад до с. Литвиновка, 8 км на восток до пгт Шолоховский и 20 км на юго-запад до районного центра г. Белая Калитва.

## История
Горняцкий — пгт с 1949 года. Преобразован в сельский населённый пункт в 2004 году.
На 1930 года Горняцкий значился в Усть-Белокалитвенском районе. Постановлением Президиума ВЦИК от 20 августа 1931 года Усть-Белокалитвенский район был упразднен. Его территория присоединена к Шахтинскому району. В 1949 году образован Горняцкий поселковый совет. В 1953 году построена и запущена в работу Горняцкая ЦОФ. в 1991 году ЦОФ прекратила работу
В 1966 году была запущена в работу шахта «Шолоховская-Западная», а в 1967 году посёлок Горняцкий был выделен в отдельное поселение Белокалитвенского района.
Одна из улиц посёлка носит имя Героя Советского Союза — Вдовенко Ивана Тимофеевича.
Одна из улиц посёлка носит имя Героя Советского Союза — Штанько Степана Федотовича, генерал-лейтенанта артиллерии, начальника Харьковского ВВКИУ, жителя посёлка.

## Население
| 1989   | 2002  | 2010  |
| ------ | ----- | ----- |
| 11 331 | ↘9306 | ↘8056 |

### Известные уроженцы
- Вчерашнев Сергей Георгиевич (1959—1980) — герой России.
- Малинин Владимир Алексеевич (1949—2018) — советский футболист (нападающий), в 1973—1975 годах игрок ФК «Локомотив», Москва.